# Férfi 4 × 400 méteres váltófutás a 2015-ös atlétikai világbajnokságon
A 2015-ös atlétikai világbajnokságon a férfi 4 × 400 méteres váltófutás versenyszámának selejtezőit és döntőjét a Pekingi Nemzeti Stadionban rendezték. A győztes az Egyesült Államok csapata lett.

## Előfutamok
| #   | Ország                | Versenyzők                                                             | Idő     |   |
| --- | --------------------- | ---------------------------------------------------------------------- | ------- | - |
| 1.  | Egyesült Államok      | Kyle Clemons Tony McQuay Bryshon Nellum Vernon Norwood                 | 2:58,13 | Q |
| 2.  | Trinidad és Tobago    | Renny Quow Jarrin Solomon Deon Lendore Lalonde Gordon                  | 2:58,67 | Q |
| 3.  | Jamaica               | Peter Matthews Ricardo Chambers Dane Hyatt Javon Francis               | 2:58,69 | Q |
| 4.  | Egyesült Királyság    | Rabah Yousif Delano Williams Jarryd Dunn Martyn Rooney                 | 2:59,05 | Q |
| 5.  | Belgium               | Dylan Borlée Jonathan Borlée Antoine Gillet Kévin Borlée               | 2:59,28 | Q |
| 6.  | Franciaország         | Mame-Ibra Anne Teddy Atine-Venel Mamoudou Hanne Thomas Jordier         | 2:59,42 | Q |
| 7.  | Oroszország           | Artyom Denmuhametov Pavel Trenyihin Gyenyisz Kudrjavcev Pavel Ivasko   | 2:59,45 | q |
| 8.  | Kuba                  | William Collazo Raidel Acea Adrian Chacón Yoandys Lescay               | 2:59,80 | q |
| 9.  | Botswana              | Onkabetse Nkobolo Nijel Amos Leaname Maotoanong Isaac Makwala          | 2:59,95 |   |
| 10. | Dominikai Köztársaság | Gustavo Cuesta Yon Soriano Juander Santos Luguelín Santos              | 3:00,15 |   |
| 11. | Lengyelország         | Łukasz Krawczuk Michał Pietrzak Rafał Omelko Jakub Krzewina            | 3:00,72 |   |
| 12. | Brazília              | Pedro Luiz de Oliveira Wagner Cardoso Henderson Estefani Hugo de Sousa | 3:01,05 |   |
| 13. | Írország              | Brian Gregan Brian Murphy Thomas Barr Mark English                     | 3:01,26 |   |
| 14. | Venezuela             | Alberth Bravo José Meléndez Arturo Ramírez Freddy Mezones              | 3:02,96 |   |
| 15. | Japán                 | Tamura Tomoja Kanemaru Juzo Kobajasi Naoki Kitagava Takamasza          | 3:02,97 |   |
|     | Bahama-szigetek       | Steven Gardiner Michael Mathieu Anolzo Russell Ramon Miller            | Kizárva |   |

## Döntő
| #  | Ország             | Versenyzők                                                           | Idő     |
| -- | ------------------ | -------------------------------------------------------------------- | ------- |
|    | Egyesült Államok   | David Verburg Tony McQuay Bryshon Nellem LaShawn Merritt             | 2:57,82 |
|    | Trinidad és Tobago | Renny Quow Lalonde Gordon Deon Lendore Machel Cedenio                | 2:58,20 |
|    | Egyesült Királyság | Rabah Yousif Delano Williams Jarryd Dunn Martyn Rooney               | 2:58,51 |
| 4. | Jamaica            | Peter Matthews Ricardo Chambers Rusheen McDonald Javon Francis       | 2:58,51 |
| 5. | Belgium            | Jonathan Borlée Robin Vanderbemden Kévin Borlée Antoine Gillet       | 3:00,24 |
| 6. | Franciaország      | Mame-Ibra Anne Teddy Atine-Venel Mamoudou Hanne Thomas Jordier       | 3:00,65 |
| 7. | Kuba               | William Collazo Raidel Acea Adrián Chacón Yoandys Lescay             | 3:03,05 |
| 8. | Oroszország        | Artyom Denmuhametov Pavel Trenyihin Gyenyisz Alekszejev Pavel Ivasko | 3:03,05 |